# Terencije Maksim
Terencije Maksim (lat. Terentius Maximus) je bio rimski uzurpator, hohštapler, poznat kao jedan od Pseudonerona. Digao je pobunu za vrijeme vlasti cara Tita Flavija koja je ugušena. Sličio je na Nerona likom i djelom. Bio je poznat po svojim pjevačkim izvedbama uz pratnju lire.
Prve je pristaše stekao u Aziji. Još više ih je stekao za marša na rijeku Eufrat. Poslije je pobjegao u Partiju, pokušavši dobiti njihovu potporu tvrdeći da mu to duguju (tvrdeći to kao "Neron") neku naknadu za povrat Armenije. Partski vladar Artaban III. iz bijesa prema Titu Flaviju ga je primio te se dao pripremati radi vraćanja "Nerona" na vlast u Rim. Kad su otkrili Terencijev pravi identitet, smaknuli su ga.